# Gets

gets는 표준 입력에서 줄을 읽고 호출에 의해 버퍼로 불러와 저장하는 C 표준 라이브러리의 기능으로 헤더 파일인 stdio.h에 선언되어 있다.

## 이행
그것은 (getchar를 사용하여) 다음과 같이 구현할 수 있다:
```
char
 
*

gets
 
(
char
 
*
s
)

{

    
char
 
*
 
ch
 
=
 
s
;

    
int
 
k
;

    
/* 줄 바꿈을 읽기 전 */

    
while
 
((
k
 
=
 
getchar
 
())
 
!=
 
'\n'
)
 
{

        
if
 
(
k
 
==
 
EOF
)
 
{

            
/* EOF 줄의 시작이나 다른 EOF 보다 오류이면 NULL을 반환 */

            
if
 
(
ch
 
==
 
s
 
||
 
!
feof
(
stdin
))

                
return
 
NULL
;

            
break
;

        
}

        
/* 문자는 주소에 저장되고, 포인터는 증가 */

        
*
ch
++
 
=
 
k
;

    
}

    
/* 줄 바꿈을 기각하고 Null-종료 문자를 추가 */

    
*
ch
 
=
 
'\0'
;

    
/* 원래의 포인터를 반환 */

    
return
 
s
;

}

```

## 안전한 사용
프로그래머에 있어서 gets의 안전한 사용을 하기 위해 버퍼 오버플로우를 확인하는 것이 문제가 되지 않는다.